# Serie Mundial de Pequeñas Ligas de 1994
La Serie Mundial de Pequeñas Ligas de 1994 se llevó a cabo entre el 22 y el 27 de agosto en Williamsport, Pensilvania. La Pequeña Liga Coquivacoa de Maracaibo, Venezuela, derrotó al equipo de la Pequeña Liga Northridge de Northridge, California, en el juego de campeonato de la 48.ª Serie Mundial de Pequeñas Ligas.

## Equipos
| Estados Unidos                                                          | Internacional                                                            |
| ----------------------------------------------------------------------- | ------------------------------------------------------------------------ |
| Centro de Brooklyn, Minnesota Región central American Little League     | Bahía Glace, Nueva Escocia Región de Canadá Pequeña Liga de Glace Bay    |
| Middleborough (Massachusetts) Región Este Pequeña Liga de Middleborough | Dhahran, Arabia Saudita Región de Europa Pequeña Liga árabe americana    |
| Springfield, Virginia Región Sur Pequeña Liga del centro de Springfield | Tainan, Taiwán Región del Lejano Oriente Pequeña Liga Li-Jen             |
| Northridge, California Región Oeste Pequeña Liga de Northridge          | Maracaibo, Venezuela Región de América Latina Pequeña Liga de Coquivacoa |

## Pool play
| Rango | Estado        | Registro |
| ----- | ------------- | -------- |
| 1     | California    | 2-1      |
| 2     | Virginia      | 2-1      |
| 3     | Massachusetts | 1–2      |
| 4     | Minnesota     | 1–2      |

| Rango | País           | Registro |
| ----- | -------------- | -------- |
| 1     | Venezuela      | 3-0      |
| 2     | Arabia Saudita | 2–1      |
| 3     | Taiwán         | 1–2      |
| 4     | Canadá         | 0-3      |

| Piscina      | Equipo 1       | Puntaje      | Equipo 2       | Puntaje      |              |
| 22 de agosto | 22 de agosto   | 22 de agosto | 22 de agosto   | 22 de agosto | 22 de agosto |
| ------------ | -------------- | ------------ | -------------- | ------------ | ------------ |
| INT          | Taiwán         | 4            | Canadá         | 1            |              |
| US           | Virginia (F/8) | 2            | Massachusetts  | 1            |              |
| INT          | Venezuela      | 5            | Arabia Saudita | 1            |              |
| US           | Minnesota      | 4            | California     | 2            |              |
| 23 de agosto |                |              |                |              |              |
| INT          | Canadá         | 3            | Arabia Saudita | 6            |              |
| US           | Massachusetts  | 4            | California     | 6            |              |
| INT          | Taiwán         | 1            | Venezuela      | 4            |              |
| US           | Virginia       | 4            | Minnesota      | 1            |              |
| 24 de agosto |                |              |                |              |              |
| INT          | Arabia Saudita | 3            | Taiwán         | 2            |              |
| US           | Massachusetts  | 11           | Minnesota      | 5            |              |
| INT          | Venezuela      | 3            | Canadá         | 0            |              |
| US           | Virginia       | 0            | California     | 2            |              |

## Ronda eliminatoria
|  | Semifinales    | Semifinales |   |  | Final        | Final |  |
|  |                |             |   |  |              |       |  |
|  | 25 de agosto   |             |   |  |              |       |  |
|  | Venezuela      | 10          |   |  |              |       |  |
|  | Arabia Saudita | 1           |   |  |              |       |  |
|  |                |             |   |  |              |       |  |
|  |                |             |   |  | 27 de agosto |       |  |
|  |                |             |   |  | Venezuela    | 4     |  |
|  |                | California  | 3 |  |              |       |  |
|  |                |             |   |  |              |       |  |
|  |                |             |   |  |              |       |  |
|  |                |             |   |  |              |       |  |
|  | 25 de agosto   |             |   |  |              |       |  |
|  | Virginia       | 0           |   |  |              |       |  |
|  | California     | 3           |   |  |              |       |  |

| Campeones de la Serie Mundial de Pequeñas Ligas de 1994 |
| ------------------------------------------------------- |
| Pequeña Liga de Coquivacoa Maracaibo, Venezuela         |

## Jugadores notables
- Matt Cassel (Northridge, California) - mariscal de campo de la NFL
- Yusmeiro Petit (Maracaibo, Venezuela) – Lanzador de MLB, primer jugador en ganar tanto la LLWS como la Serie Mundial (2012 y 2014, Gigantes de San Francisco)
- Guillermo Quiróz (Maracaibo, Venezuela) - Receptor de MLB
- Krissy Wendell-Pohl (Brooklyn Center, Minnesota) – jugadora de hockey olímpica; incluida en el Salón de Excelencia de las Pequeñas Ligas en 2004.[1]